# La Pulpe
 (décembre 2015).
Si vous disposez d'ouvrages ou d'articles de référence ou si vous connaissez des sites web de qualité traitant du thème abordé ici, merci de compléter l'article en donnant les références utiles à sa vérifiabilité et en les liant à la section « Notes et références ».

La Pulpe (Miazga), publié à l'étranger en 1979, est le livre protéiforme auquel Jerzy Andrzejewski a consacré le plus d'efforts.

## Thématique
Mêlant le journal de bord de l'auteur (témoin de ses doutes sur son œuvre), le récit en lui-même (trois parties : Préparatifs, Prologue et Non consummatum) et les biographies des personnages pléthoriques, il explore toutes les interactions humaines qu'offre la perspective d'un mariage entre Monika Panek, la fille du directeur de l'Institut polonais de presse et Konrad Keller, un acteur de théâtre. Ce thème fait sans équivoque une allusion au mariage (Wesele) de Stanisław Wyspiański. Andrzejewski fait par ailleurs de nombreuses références à la culture polonaise et à la littérature internationale.

## Thèmes
Parmi les sujets subversifs abordés par l'auteur, on compte la schizophrénie abrutissante de Polonais oppressés par le joug communiste, le double jeu que chacun s'impose pour conserver l'estime sociale, les complexités du sentiment amoureux, qu'il soit hétérosexuel ou pas, l'absurdité d'un environnement mensonger.
Le perfectionnisme de l'auteur et son attrait pour les détails pèsent sur le déroulement de l'action, mais c'est le but recherché car, de même que la profusion de motifs sous-jacents à l'intrigue principale, ils permettent à l'écrivain de développer les idées qui lui tiennent à cœur. Andrzejewski, autour d'un simple mariage qui n'aura finalement pas lieu (ce dont le lecteur est prévenu dès le premier abord), établit un univers de possibles tout en expliquant en profondeur la cosmogonie de chacun des personnages.